# Novo Selo (kanton dziesiąty)
Novo Selo – wieś w Bośni i Hercegowinie, w Federacji Bośni i Hercegowiny, w kantonie dziesiątym, w gminie Kupres. W 2013 roku pozostawała niezamieszkana.